# Correbia boliviana
Correbia boliviana là một loài bướm đêm thuộc phân họ Arctiinae, họ Erebidae.